# Ryzyko prawne
Ryzyko prawne – ryzyko wynikające ze stosowania przepisów ustawowych lub wykonawczych.